# Institució Francesc de Borja Moll
La Institució Francesc de Borja Moll es una asociación cultural privada y sin ánimo de lucro, creada el 11 de diciembre de 2015 y con sede en Palma de Mallorca. Promueve la figura y el legado del filólogo y lingüista menorquín Francesc de Borja Moll i Casasnovas, a la vez que continúa la labor de su empresa editorial, la Editorial Moll, fundada en 1934. 
Preside la Institució Francesc de Borja Moll el economista catalán Francesc Homs i Ferret, quien fue también consejero de Economía y Finanzas de la Generalidad de Cataluña entre 2001 y 2003. Completan la junta directiva el filólogo Isidor Marí Mayans, que ocupa el cargo de vicepresidente, el promotor cultural Antoni Mir i Fullana, que ocupa el cargo de secretario, el historiador Miquel-Àngel Casasnovas, que ocupa el cargo de vocal y el político y escritor Miquel Àngel Llauger, que ocupa el cargo de tesorero. 

## Historia
En octubre de 2014, la Editorial Moll anunció su cierre definitivo después de tres años de suspensión de pagos y 80 años en funcionamiento. Lo hizo a través de una carta pública, que concluía con las siguientes palabras: “Los libros siempre formarán parte de nuestra vida y quién sabe si en el futuro nos encontraremos a través de nuevos proyectos literarios. ¡Hasta pronto!”.
Un año más tarde, en noviembre de 2015, estos “nuevos proyectos literarios” adquirían la forma de la Institució Francesc de Borja Moll, que nacía con la voluntad de salvar todos los activos de la Editorial Moll, que estaban en proceso de liquidación concursal. La nueva entidad se estableció como institución privada y autofinanciada, y adquirió los 350.000 volúmenes del stock de la editorial, los 1.200 títulos de su catálogo, las marcas Editorial Moll y Llibres Mallorca, todos los derechos de autor y el historial económico con la facturación y los contratos de más de 50 años de vida empresarial, entre otros. Así, la Editorial Moll pudo continuar su actividad con una nueva personalidad jurídica.
La Institución Francesc de Borja Moll se presentó en sociedad el 3 de febrero de 2015 en el Gran Hotel de Palma. En los meses siguientes lo hizo también en el resto de islas del archipiélago balear. El 4 de marzo se presentó en Ciudadela, ciudad natal de Francesc de B. Moll, y el 8 y 9 de abril en Ibiza y Formentera, respectivamente.

## Actividad
La actividad de la Institució Francesc de Borja Moll se estructura en dos vertientes: la promoción cultural por un lado y la actividad editorial por otro.
En el eje de la promoción cultural, la Institució difunde la vida y obra de Francesc de B. Moll a través de la creación de múltiples contenidos, la reunión de todo el material –escrito y audiovisual– existente relativo al lingüista menorquín y la organización de actividades cultural para todos los públicos. 
En el eje de la actividad editorial, continúa con la labor de la Editorial Moll. Dentro de estas tareas destacan, en primer lugar, la ampliación y mejora del monumental Diccionario Catalán-Valenciano-Balear, y en segundo lugar la reedición y publicación de l’Aplec de Rondalles Mallorquines, así como la continuación de su edición crítica.  También se impulsan reediciones de otros libros del catálogo adquirido, como las Obras Completas de Francesc de B. Moll, su maestro el lingüista y religioso Antoni Maria Alcover, con quien Borja Moll inició el gran Diccionario, y el poeta Gabriel Alomar.

### Actividad anterior
Previamente a la creación de la Institució Francesc de Borja Moll, y a lo largo de sus 80 años de actividad, la Editorial Moll se convirtió en una editorial de referencia para las obras escritas en catalán. Publicó más de un millar de títulos en torno a la lengua y la cultura de las Islas Baleares. Algunas de sus coleccions más emblemáticas son la Biblioteca Raixa, la Biblioteca Bàsica de Mallorca, Les Illes d'Or, Els Treballs i els Dies y Balenguera.

## Financiación
Desde su fundación, la Institució Francesc de Borja Moll se establece como institución privada y autofinanciada, lo cual implica que su capital procede exclusivamente de sus socios. Los socios de la entidad se dividen en dos tipologías: socios fundadores y socios colaboradores. 
Los socios fundadores son aquellos que aportan un mínimo de 500 euros en el periodo que abarca desde el nacimiento de la entidad hasta diciembre de 2016. Estos socios aseguran la puesta en marcha del proyecto y la viabilidad económica de la misma. Además de esta aportación, tienen peso en la toma de decisiones de la asociación y velan por el mantenimiento del espíritu fundacional y el cumplimiento de los objetivos establecidos. A día de hoy la Institució Francesc de B. Moll cuenta con 50 socios fundadores.
Los socios colaboradores aportan 10 euros mensuales para el mantenimiento de la actividad de la Institució. Suman, actualmente, unas 60 personas.
Todos los socios fundadores son, al mismo tiempo, socios colaboradores.